# 乙二醇乙醚乙酸酯
乙二醇乙醚乙酸酯（也译为乙二醇乙醚醋酸酯、2-乙氧基乙酸乙酯）是一种结构简式为CH3CH2OCH2CH2O2CCH3的有机化合物，可看做乙酸和乙二醇单乙醚形成的酯，常温常压下为无色液体。